# Lloyd Bacon

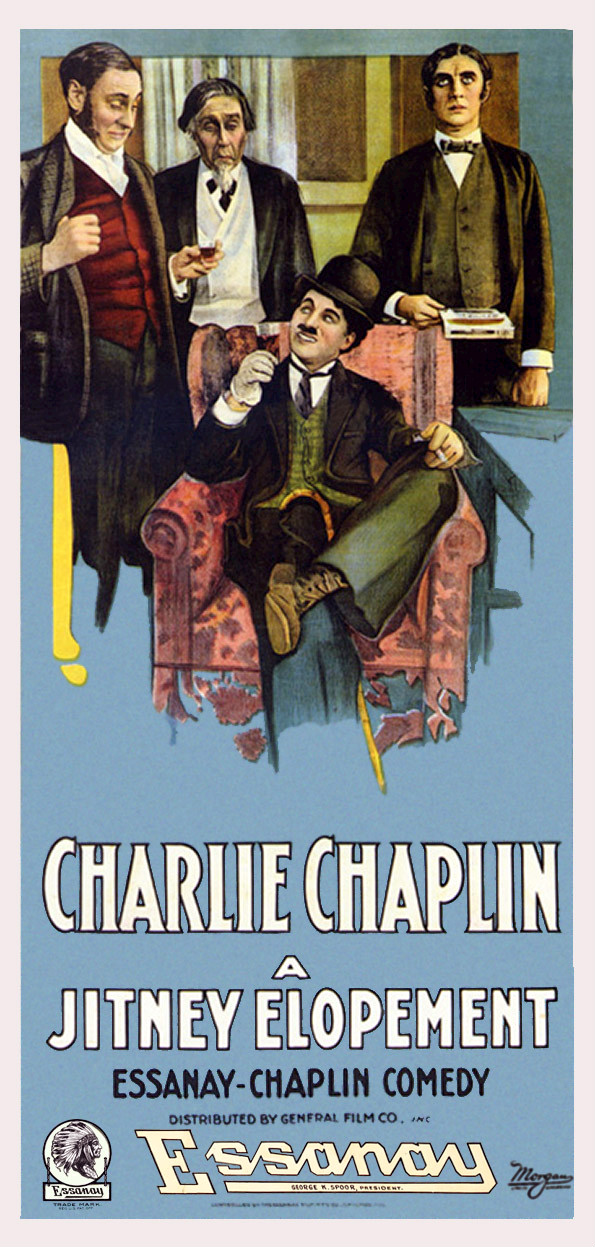
Cartel de la película de 1915 A Jitney Elopement: Lloyd Bacon, Ernest Van Pelt, Chaplin y Leo White.

Lloyd Francis Bacon (San José, California, 4 de diciembre de 1889-Burbank, California, 15 de noviembre de 1955) fue un actor y director estadounidense de teatro, cine y vodevil. Como director, hizo películas en casi todos los géneros ―western, comedias musicales, películas de gánsteres, comedias, dramas, crimen, etc.― y fue uno de los directores de la empresa Warner Bros. en los años 30 que ayudaron a dar a ese estudio la reputación de sus películas de acción duras, realistas, de ritmo rápido, como «arrancadas de los titulares de los periódicos».

## Primeros años
Bacon era hijo del actor Frank Bacon ―quien más tarde sería el coautor y protagonista del duradero show de Broadway Lightnin’ (1918)― y de Jennie Weidman-Bacon. Contrariamente a la creencia popular de la época, no estaba relacionado con el actor Irving Bacon, aunque sí lo dirigió en varias de sus películas. Bacon asistió a la Universidad de Santa Clara.

## Carrera

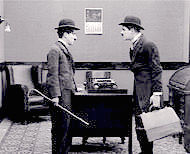
Chaplin y Bacon en un fotograma de la película de 1916 The Floorwalker.

Bacon se inició en el cine como actor con Charlie Chaplin y Bronco Billy Anderson. Apareció en más de 40 películas en total. Como actor es reconocido por acompañar a Chaplin en películas como The tramp (1915), The champion (1915) e Easy Street (1917).
Más tarde se convirtió en director, y entre 1920 y 1955 dirigió más de 100 películas. Es conocido como director de clásicos como:
- 42nd Street (1933);
- Ever since Eve (1937; basada en un guion escrito por el dramaturgo Lawrence Riley);
- A slight case of murder (1938, con Edward G. Robinson);
- Invisible Stripes (1939, con George Raft y Humphrey Bogart);
- The Oklahoma Kid (1939, con James Cagney y Humphrey Bogart);
- Knute Rockne, all american (1940, con Pat O'Brien y Ronald Reagan);
- Action in the North Atlantic (1943);
- The Fighting Sullivans (1944, con Anne Baxter y Thomas Mitchell), y
- Wake up and dream (1946).

## Fallecimiento
Bacon murió en la ciudad de Burbank (California) el 15 de noviembre de 1955, a los 65 años de edad, de una hemorragia cerebral. En el momento de su muerte, le sobrevivían sus dos exesposas ―Margaret Adele Lowdermilk y Nadine Coughlin―, su hijo Frank (1937-2009) y su hija Betsey. Fue enterrado en el cementerio Forest Lawn Memorial Park de Los Ángeles.